# Miranda Tibbling
Miranda Tibbling (Huddinge, 31 de enero de 2004) es una deportista sueca que compite en parkour.
Ganó dos medallas en el Campeonato Mundial de Parkour, en los años 2022 y 2024, ambas
en la prueba de velocidad. Además, consiguió tres medallas en los Juegos Mundiales, en los años 2022 y 2025.

## Palmarés internacional
| Campeonato Mundial | Campeonato Mundial | Campeonato Mundial | Campeonato Mundial |
| Año                | Lugar              | Medalla            | Prueba             |
| ------------------ | ------------------ | ------------------ | ------------------ |
| 2022               | Tokio (Japón)      | Medalla de oro     | Velocidad          |
| 2024               | Kitakyushu (Japón) | Medalla de bronce  | Velocidad          |